# Радоська
Радоська (пол. Radoska) — село в Польщі, у гміні Радошиці Конецького повіту Свентокшиського воєводства.
Населення — 250 осіб (2011).
У 1975-1998 роках село належало до Келецького воєводства.

## Демографія
Демографічна структура на день 31 березня 2011 року:
|          | Загалом | Допрацездатний вік | Працездатний вік | Постпрацездатний вік |
| -------- | ------- | ------------------ | ---------------- | -------------------- |
| Чоловіки | 122     | 21                 | 85               | 16                   |
| Жінки    | 128     | 24                 | 77               | 27                   |
| Разом    | 250     | 45                 | 162              | 43                   |